# Concursul Muzical Eurovision 2019
Concursul Muzical Eurovision 2019, cea de-a 64-a ediție a Concursului Muzical Eurovision, a fost câștigat de Duncan Laurence, reprezentantul Olandei, interpretând piesa “Arcade”. Aceasta a avut loc în Israel, în urma victoriei țării la ediția din 2018, organizată în Lisabona, cu piesa „Toy”, interpretată de Netta. Concursul s-a desfășurat în Tel Aviv Convention Center, semifinalele având loc pe 14 și 16 mai, iar marea finală pe 18 mai 2019.
Până pe 7 noiembrie 2018, 42 de țări și-au confirmat participarea, printre acestea regăsindu-se și România. Pe 15 octombrie 2018, Televiziunea Națională Bulgară a anunțat că Bulgaria se retrage din Eurovision 2019 din cauza problemelor financiare, marcând astfel prima absență a țării din concurs din 2015 încoace. Deși s-a aflat pe lista oficială a țărilor participante, Ucraina s-a retras în februarie 2019 în urma unor controverse în jurul cântăreței Maruv, cea care ar fi trebuit să reprezinte țara în concurs.

## Loc de desfășurare
Concursul a avut loc pentru a treia oară în Israel, după 1979 și 1999.

### Sala

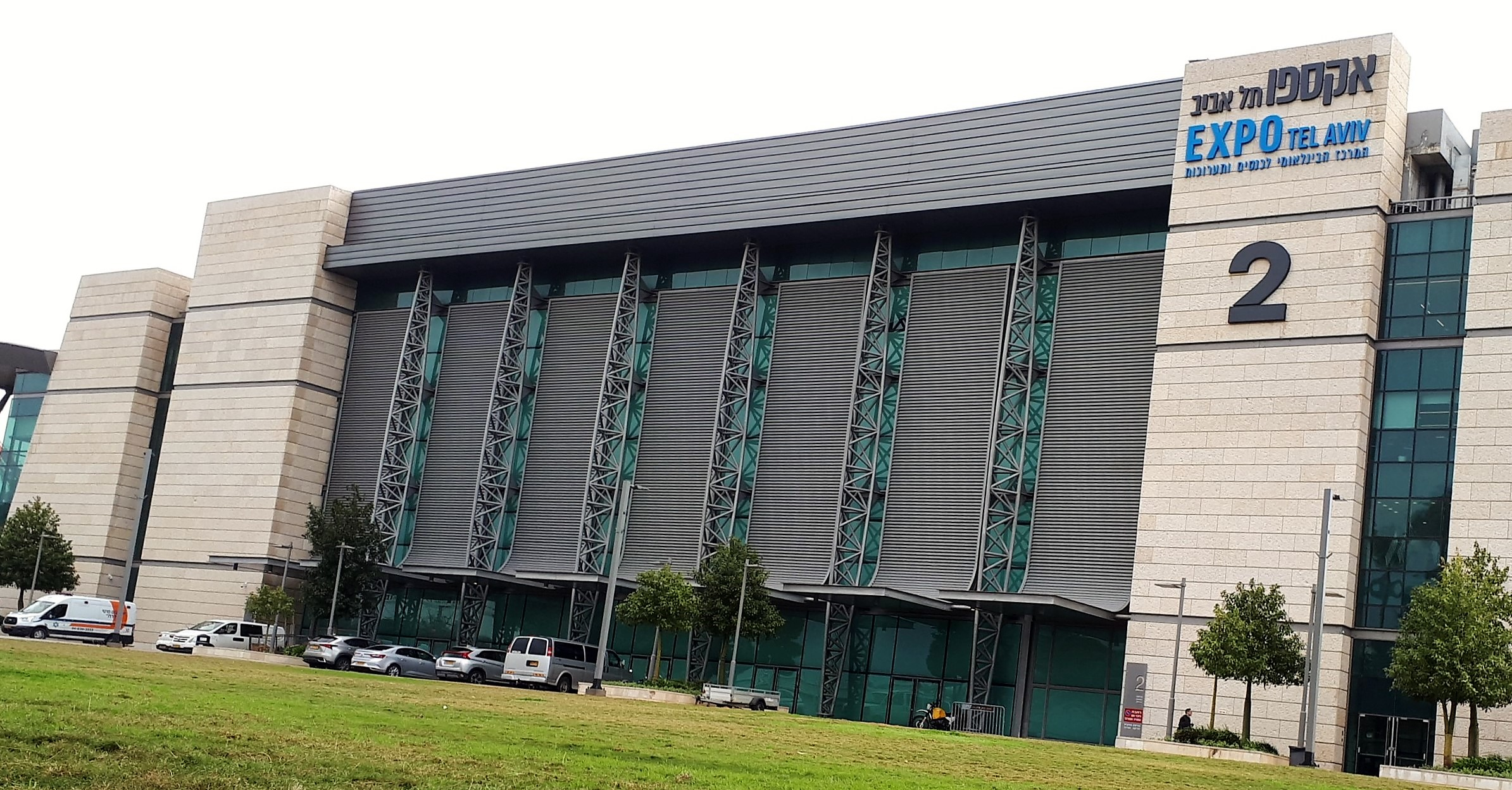
Pavilionul 2 al Expo Tel Aviv

Concursul s-a desfășurat în Pavilionul 2 al Tel Aviv Convention Center, sală cu 10.000 de locuri, inaugurată în ianuarie 2015. Sala este situată în zona de nord a orașului Tel Aviv, mai precis pe Bulevardul Rokach și poate fi folosită pentru concerte, conferințe și expoziții. Complexul este format din 10 săli și pavilioane, plus un spațiu în aer liber întins și chiar un parc de distracții. Noul pavilion a găzduit în perioada 26–28 aprilie 2018 Campionatul European de Judo.

### Alegerea orașului gazdă
După câștigarea concursului din 2018, Netta Barzilai a anunțat că următoarea competiție va avea loc la Ierusalim. Și premierul israelian Beniamin Netaniahu a înaintat Ierusalimul ca potențială locație gazdă printr-o postare pe Twitter. Primarul orașului, Nir Barkat, a propus ca loc de desfășurare două săli: Pais Arena și Teddy Stadium și a confirmat faptul că arena care a găzduit concursul în 1979 și 1999, International Convention Center, nu este luată în calcul datorită dimensiunilor sale. De asemenea, ministrul de Finanțe, Moșe Kahlon, a declarat într-un interviu pentru cotidianul Maariv că ediția din 2019 va avea loc „doar în Ierusalim” și a estimat costurile de organizare la 120 de milioane de șecheli (sau în jur de 29 de milioane de euro).
Pe 19 iunie 2018, Israelul a fost anunțat oficial drept țară gazdă de către Uniunea Europeană de Radio și Televiziune, iar pe 24 iunie 2018, televiziunea națională KAN a anunțat deschiderea ofertelor pentru găzduirea concursului. O lună mai târziu, ministrul adjunct Michael Oren, apropiat al prim-ministrului Beniamin Netaniahu, a anunțat că Ierusalimul nu îndeplinește criteriile prevăzute de organizator și a sugerat faptul că orașul Tel Aviv ar fi cea mai potrivită alegere.
După mai multe tensiuni între guvern și televiziunea națională, în urma cărora se credea că televiziunea va pierde dreptul de organizare din cauza lipsei de finanțare, s-a ajuns la un compromis: televiziunea va plăti suma de 12 milioane de euro către EBU, iar Ministerul de Finanțe se va asigura de plata cheltuielilor neprevăzute. Primarul orașului Tel Aviv a anunțat că este dispus să ajute la plată în eventualitatea în care orașul este ales gazdă.
La finalul lunii august, directorul executiv al EBU, Jon Ola Sand, împreună cu o delegație, a făcut o vizită în Israel pentru a vizita potențialele săli din Ierusalim și Tel Aviv și pentru a asculta propunerea de organizare venită din partea autorităților orașului Eilat. Pe 30 august, Jon Ola Sand a confirmat într-un interviu faptul că în cursa pentru organizare se află doar orașele Ierusalim și Tel Aviv. Pe 13 septembrie 2018, EBU anunță că Tel Aviv și Tel Aviv Convention Center au fost desemnate gazde ale concursului.
Legendă:
 †   Oraș gazdă
 ‡   Rămas după triere
| Oraș        | Sală                                     | Capacitate | Observații |
| ----------- | ---------------------------------------- | ---------- | --- |
| Eilat       | Hangarele din port                       | 10.000     | Propunerea avea în vedere conectarea a două hangare la o sală, pentru a satisface cerințele EBU privind capacitatea și locul de desfășurare.          |
| Haifa       | Stadionul Sammy Ofer                     | 30.870     | Candidatură dependentă de construcția unui acoperiș                                                                                                   |
| Ierusalim ‡ | Pais Arena                               | 15.654     | Arenă asemănătoare celor care au găzduit concursul în anii precedenți, preferată de către autoritățile din Ierusalim pentru desfășurarea concursului. |
| Ierusalim ‡ | Stadionul Teddy                          | 31.733     | Candidatură dependentă de construcția unui acoperiș                                                                                                   |
| Tel Aviv    | Tel Aviv Convention Center, Pavilion 2 † | 10.000     | — |

### Alte locații
Satul Eurovision va fi zona oficială a fanilor și sponsorilor Concursului Muzical Eurovision 2019, unde aceștia vor putea asista la concerte susținute de artiști locali și vor putea viziona show-urile difuzate live din sala principală. Acesta va fi situat în Parcul Charles Clore din sud-vestul orașului Tel Aviv.

## Format

### Design vizual
Pe 28 octombrie 2018, difuzorul israelian KAN a dezvăluit sloganul ediției din 2019: Dare to Dream (în română Îndrăznește să visezi). Potrivit supervizorului executiv al concursului, Jon Ola Sand, sloganul „reprezintă și simbolizează tot ceea ce înseamnă Concursul Muzical Eurovision. Incluziune. Diversitate. Unitate”.
Pe 27 decembrie 2018, KAN a făcut public designul scenei, creat de Florian Wieder, cel care a creat designurile scenelor de la edițiile din 2011, 2012, 2015, 2017 și 2018. Scena reprezintă un diamant format din sute de triunghiuri. Logo-ul concursului a fost prezentat pe 8 ianuarie 2019. Inspirat de designul scenei, logo-ul reprezintă trei triunghiuri suprapuse pentru a forma o stea. Dezvăluind conceptul din spatele logo-ului, difuzorul israelian KAN a declarat:
„Triunghiul, una dintre cele mai vechi forme ale lumii, este un simbol fundamental care se găsește în mod universal în artă, muzică, cosmologie și natură. Pe măsură ce triunghiurile se unesc și se combină, ele devin o nouă entitate unică care reflectă cerul stelar infinit, precum starurile viitorului se reunesc la Tel Aviv pentru Concursul Muzical Eurovision 2019.”
Au fost concepute, de asemenea, două logo-uri alternative care folosesc alte culori decât albastrul din versiunea principală. Logo-ul, brand-ul și tema au fost create de Studio Adam Feinberg.

### Prezentatori
Pe 25 ianuarie 2019, KAN a anunțat că patru prezentatori vor găzdui cele trei show-uri: gazdele TV Erez Tal și Assi Azar, supermodelul Bar Refaeli și gazda KAN Lucy Ayoub, de asemenea purtătoare de cuvânt a Israelului la concursul din 2018. Tal și Refaeli vor fi gazdele principale, în timp ce Azar și Ayoub vor fi prezenți în camera verde. Anterior, actrița Gal Gadot a refuzat o invitație specială de a găzdui competiția, motivând refuzul prin suprapunerea programului și a unor angajamente anterioare cu datele concursului.

### Tragerea la sorți a țărilor semifinaliste

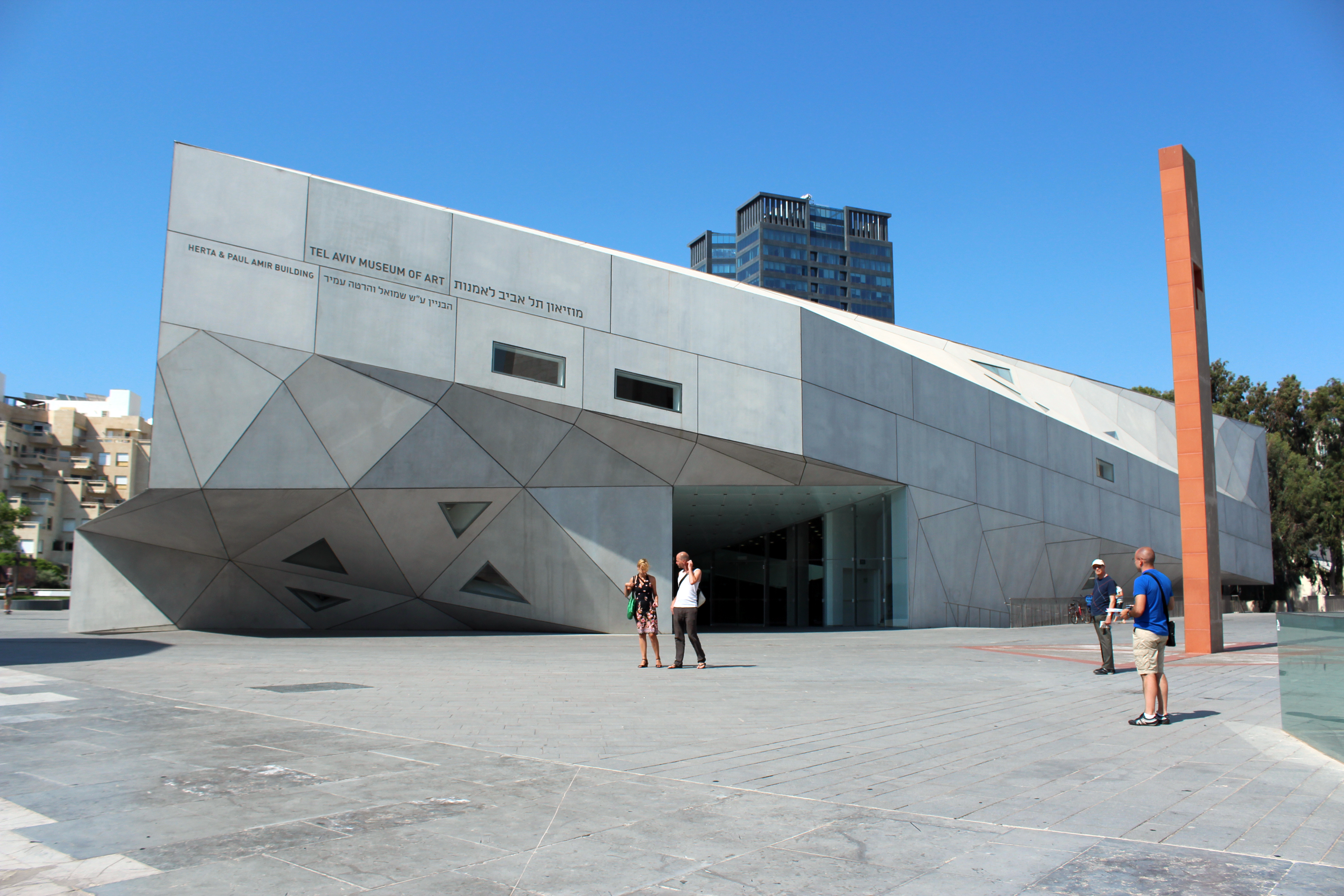
Muzeul de Artă din Tel Aviv, locul de desfășurare al tragerii la sorți

Tragerea la sorți pentru a determina repartizarea țărilor participante în cele două semifinale a avut loc pe 28 ianuarie 2019 la Muzeul de Artă din Tel Aviv. Cele 36 de țări semifinaliste au fost repartizate în șase loturi, pe baza tiparelor istorice de vot calculate de partenerul oficial de televoting al concursului Digame. Tragerea la sorți are ca scop evitarea așa-numitului vot între vecini. În urma aceleiași trageri la sorți au fost determinate semifinalele în care cele șase țări calificate automat în finală (țara gazdă Israel și țările „Big Five” Franța, Germania, Italia, Regatul Unit și Spania) pot vota. Ceremonia a fost găzduită de prezentatorii concursului Assi Azar și Lucy Ayoub și a inclus înmânarea insignei Eurovision de către primarul Lisabonei (orașul gazdă al ediției precedente) omologului său din Tel Aviv.
| Lot 1                                                                      | Lot 2                                                          | Lot 3                                                         | Lot 4                                                             | Lot 5                                                          | Lot 6                                                               |
| -------------------------------------------------------------------------- | -------------------------------------------------------------- | ------------------------------------------------------------- | ----------------------------------------------------------------- | -------------------------------------------------------------- | ------------------------------------------------------------------- |
| - Albania - Croația - Muntenegru - Republica Macedonia - Serbia - Slovenia | - Danemarca - Estonia - Finlanda - Islanda - Norvegia - Suedia | - Armenia - Azerbaidjan - Belarus - Georgia - Rusia - Ucraina | - Australia - Irlanda - Letonia - Lituania - Polonia - Portugalia | - Austria - Belgia - Elveția - Cehia - Țările de Jos - Ungaria | - Cipru - Grecia - Malta - Republica Moldova - România - San Marino |

## Țări participante

Țări participante în prima semifinală
Țări precalificate în finală care votează în prima semifinală
Țări participante în a doua semifinală
Țări precalificate în finală care votează în a doua semifinală

Țări participante în prima semifinală
     Țări precalificate în finală care votează în prima semifinală
     Țări participante în a doua semifinală
     Țări precalificate în finală care votează în a doua semifinală

### Artiști reveniți
| Țară              | Artist          | Ediții precedente                                              |
| ----------------- | --------------- | -------------------------------------------------------------- |
| Lituania          | Jurij Veklenko  | 2013 (backing vocalist pentru Andrius Pojavis)                 |
| Lituania          | Jurij Veklenko  | 2015 (backing vocalist pentru Monika Linkytė & Vaidas Baumila) |
| Macedonia de Nord | Tamara Todevska | 2004 (backing vocalist pentru Toše Proeski)                    |
| Macedonia de Nord | Tamara Todevska | 2008                                                           |
| Macedonia de Nord | Tamara Todevska | 2014 (backing vocalist pentru Tijana Dapčević)                 |
| Rusia             | Serghei Lazarev | 2016                                                           |
| San Marino        | Serhat          | 2016                                                           |
| Serbia            | Nevena Božović  | 2013 (ca parte a grupului muzical Moje 3)                      |
| Ungaria           | Joci Pápai      | 2017                                                           |

### Semifinala 1
Prima semifinală a avut loc pe 14 mai 2019, de la ora 22:00 (IDT). 17 țări au participat. Acestea plus Franța, Israel și Spania au votat în această semifinală. Ucraina ar fi trebuit să participe în a doua jumătate a semifinalei, însă s-a retras din concurs în februarie 2019.
| #  | Țară       | Artist                        | Cântec                    | Traducere              | Limbă             | Loc | Puncte |
| -- | ---------- | ----------------------------- | ------------------------- | ---------------------- | ----------------- | --- | ------ |
| 1  | Cipru      | Tamta                         | „Replay”                  | Reluare                | Engleză           | 9   | 149    |
| 2  | Muntenegru | D mol                         | „Heaven”                  | Rai                    | Engleză           | 16  | 46     |
| 3  | Finlanda   | Darude feat. Sebastian Rejman | „Look Away”               | Întoarce-ți privirea   | Engleză           | 17  | 23     |
| 4  | Polonia    | Tulia                         | „Fire of Love (Pali się)” | Focul dragostei (Arde) | Poloneză, engleză | 11  | 120    |
| 5  | Slovenia   | Zala Kralj & Gašper Šantl     | „Sebi”                    | Ție însuți             | Slovenă           | 6   | 167    |
| 6  | Cehia      | Lake Malawi                   | „Friend of a Friend”      | Prietena unui prieten  | Engleză           | 2   | 242    |
| 7  | Ungaria    | Joci Pápai                    | „Az én apám”              | Tatăl meu              | Maghiară          | 12  | 97     |
| 8  | Belarus    | ZENA                          | „Like It”                 | O să-ți placă          | Engleză           | 10  | 122    |
| 9  | Serbia     | Nevena Božović                | „Kruna”                   | Coroana                | Sârbă             | 7   | 156    |
| 10 | Belgia     | Eliot                         | „Wake Up”                 | Trezește-te            | Engleză           | 13  | 70     |
| 11 | Georgia    | Oto Nemsadze                  | „Keep on Going”           | Mergi mai departe      | Gruzină           | 14  | 62     |
| 12 | Australia  | Kate Miller-Heidke            | „Zero Gravity”            | Gravitație zero        | Engleză           | 1   | 261    |
| 13 | Islanda    | Hatari                        | „Hatrið mun sigra”        | Ura va învinge         | Islandeză         | 3   | 221    |
| 14 | Estonia    | Victor Crone                  | „Storm”                   | Furtună                | Engleză           | 4   | 198    |
| 15 | Portugalia | Conan Osiris                  | „Telemóveis”              | Telefoane mobile       | Portugheză        | 15  | 51     |
| 16 | Grecia     | Katerine Duska                | „Better Love”             | Dragoste mai bună      | Engleză           | 5   | 185    |
| 17 | San Marino | Serhat                        | „Say Na Na Na”            | Spune na na na         | Engleză           | 8   | 150    |

### Semifinala 2
A doua semifinală a avut loc pe 16 mai 2019, de la ora 22:00 (IDT). 18 țări au participat în a doua semifinală. Acestea plus Germania, Italia și Regatul Unit au votat în această semifinală. Elveția a fost inclusă înainte de tragerea la sorți în această semifinală după o cerere a difuzorului elvețian SRF.
| #  | Țară              | Artist          | Cântec               | Traducere                   | Limbă             | Loc | Puncte |
| -- | ----------------- | --------------- | -------------------- | --------------------------- | ----------------- | --- | ------ |
| 1  | Armenia           | Srbuk           | „Walking Out”        | Plec                        | Engleză           | 16  | 49     |
| 2  | Irlanda           | Sarah McTernan  | „22”                 | 22                          | Engleză           | 18  | 16     |
| 3  | Republica Moldova | Anna Odobescu   | „Stay”               | Rămâi                       | Engleză           | 12  | 85     |
| 4  | Elveția           | Luca Hänni      | „She Got Me”         | M-a făcut                   | Engleză           | 4   | 232    |
| 5  | Letonia           | Carousel        | „That Night”         | Acea noapte                 | Engleză           | 15  | 50     |
| 6  | România           | Ester Peony     | "On a Sunday"        | Într-o duminică             | Engleză           | 13  | 71     |
| 7  | Danemarca         | Leonora         | „Love Is Forever”    | Dragostea este veșnică      | Engleză, franceză | 10  | 94     |
| 8  | Suedia            | John Lundvik    | „Too Late For Love”  | Prea târziu pentru dragoste | Engleză           | 3   | 238    |
| 9  | Austria           | PÆNDA           | „Limits”             | Limite                      | Engleză           | 17  | 21     |
| 10 | Croația           | Roko            | „The Dream”          | Visul                       | Engleză, croată   | 14  | 64     |
| 11 | Malta             | Michela         | „Chameleon”          | Cameleon                    | Engleză           | 8   | 157    |
| 12 | Lituania          | Jurij Veklenko  | „Run with the Lions” | Aleargă cu leii             | Engleză           | 11  | 93     |
| 13 | Rusia             | Serghei Lazarev | „Scream”             | Țipă                        | Engleză           | 6   | 217    |
| 14 | Albania           | Jonida Maliqi   | „Ktheju tokës”       | Revino în țară              | Albaneză          | 9   | 96     |
| 15 | Norvegia          | KEiiNO          | „Spirit in the Sky”  | Spirit în cer               | Engleză           | 7   | 210    |
| 16 | Țările de Jos     | Duncan Laurence | „Arcade”             | Sală de jocuri              | Engleză           | 1   | 280    |
| 17 | Macedonia de Nord | Tamara Todevska | „Proud”              | Mândră                      | Engleză           | 2   | 239    |
| 18 | Azerbaidjan       | Chingiz         | „Truth”              | Adevăr                      | Engleză           | 5   | 224    |

### Finala
| #  | Țară              | Artist                    | Cântec               | Traducere                   | Limbă                    | Loc | Puncte |
| -- | ----------------- | ------------------------- | -------------------- | --------------------------- | ------------------------ | --- | ------ |
| 1  | Malta             | Michela                   | „Chameleon"          | Cameleon                    | Engleză                  | 14  | 107    |
| 2  | Albania           | Jonida Maliqi             | „Ktheju Tokës"       | Revino în țară              | Albaneză                 | 17  | 90     |
| 3  | Cehia             | Lake Malawi               | „Friend of a Friend” | Prietena unui prieten       | Engleză                  | 11  | 157    |
| 4  | Germania          | S!sters                   | Sister               | Soră                        | Engleză                  | 25  | 24     |
| 5  | Rusia             | Serghei Lazarev           | „Scream"             | Țipă                        | Engleza                  | 3   | 370    |
| 6  | Danemarca         | Leonora                   | „Love Is Forever"    | Dragostea este veșnică      | Engleza Franceza Germana | 12  | 120    |
| 7  | San Marino        | Serhat                    | „Say Na Na Na”       | Spune na na na              | Engleză                  | 19  | 77     |
| 8  | Macedonia de Nord | Tamara Todevska           | „Proud"              | Mândră                      | Engleză                  | 7   | 305    |
| 9  | Suedia            | John Lundvik              | „Too Late For Love"  | Prea târziu pentru dragoste | Engleză                  | 5   | 334    |
| 10 | Slovenia          | Zala Kralj & Gašper Šantl | „Sebi”               | Ție însuți                  | Slovenă                  | 15  | 105    |
| 11 | Cipru             | Tamta                     | „Replay”             | Reluare                     | Engleză                  | 13  | 109    |
| 12 | Țările de Jos     | Duncan Laurence           | "Arcade"             | Sală de jocuri              | Engleza                  | 1   | 498    |
| 13 | Grecia            | Katerine Duska            | „Better Love”        | Dragoste mai bună           | Engleză                  | 21  | 74     |
| 14 | Israel            | Kobi Marimi               | Home                 | Acasă                       | Engleză                  | 23  | 35     |
| 15 | Norvegia          | KEiiNO                    | "Spirit in the sky"  | Spirit în cer               | Engleza                  | 6   | 331    |
| 16 | Regatul Unit      | Michael Rice              | Bigger Than Us       | Mai mare decât noi          | Engleză                  | 26  | 11     |
| 17 | Islanda           | Hatari                    | „Hatrið mun sigra”   | Ura va învinge              | Islandeză                | 10  | 232    |
| 18 | Estonia           | Victor Crone              | „Storm”              | Furtună                     | Engleză                  | 20  | 76     |
| 19 | Belarus           | ZENA                      | „Like It”            | O să-ți placă               | Engleză                  | 24  | 31     |
| 20 | Azerbaidjan       | Chingiz                   | "Truth"              | Adevăr                      | Engleza                  | 8   | 302    |
| 21 | Franța            | Bilal Hassani             | Roi                  | Rege                        | Franceză, Engleză        | 16  | 105    |
| 22 | Italia            | Mahmood                   | Soldi                | Bani                        | Italiană                 | 2   | 472    |
| 23 | Serbia            | Nevena Božović            | „Kruna”              | Coroana                     | Sârbă                    | 18  | 89     |
| 24 | Elveția           | Luca Haani                | "She got me"         | M-a făcut                   | Engleza                  | 4   | 364    |
| 25 | Australia         | Kate Miller-Heidke        | „Zero Gravity”       | Gravitație zero             | Engleză                  | 9   | 284    |
| 26 | Spania            | Miki                      | La venda             | Eșarfa                      | Spaniolă                 | 22  | 54     |

## Alte țări
Eligibilitatea pentru o potențială participare în Concursul Muzical Eurovision este determinată de existența unui radiodifuzor național cu statut de membru activ EBU, care să poată difuza concursul prin intermediul rețelei Eurovision. EBU a transmis o invitație de participare tuturor celor 56 de membri activi. Ministrul Comunicațiilor israelian, Ayoob Kara, a invitat la rândul lui țări din Orientul Mijlociu și Africa de Nord, cu care Israelul are relații tensionate sau nu are relații diplomatice. Kaba a indicat Tunisia și țări din Golf, precum Arabia Saudită și Emiratele Arabe Unite, ca potențiali participanți. Tunisia este eligibilă pentru a participa, dar nu a făcut-o din cauza unor legi care interzic promovarea de conținut israelian, în timp ce țările din Golf nu au un radiodifuzor național cu statut de membru EBU.

### Membri activi EBU
- Andorra: Pe 19 mai 2018, Xavier Mujal, directorul general al televiziunii andorrane, RTVA, a confirmat faptul că Andorra nu va participa la Eurovision 2019 sau la alte evenimente Eurovision în viitorul apropiat.[32] Ultima participare a Andorrei în concurs a fost în 2009.
- Bosnia și Herțegovina: Pe 25 mai 2018, televiziunea bosniană, BHRT, a declarat că țara nu va putea concura în 2019 din cauza sancțiunilor impuse de EBU privind neplata unor datorii.[33] Ultima participare a Bosniei și Herțegovinei în concurs a fost în 2016.
- Bulgaria: Pe 15 octombrie 2018, postul public de televiziune din Bulgaria, BNT, și-a anulat participarea la ediția din 2019, invocând motive financiare, în ciuda rezultatelor bune pe care le-a avut la edițiile precedente și sugerând că este dispusă să revină în concurs pe viitor.[34]
- Luxemburg: Pe 21 iulie 2018, radiodifuzorul luxemburghez RTL Télé Lëtzebuerg a anunțat că țara nu va reveni în concurs în 2019.[35] Ultima participare a Luxemburgului în concurs a fost în 1993.
- Monaco: Pe 17 august 2018, radiodifuzorul monegasc Télé Monte Carlo a anunțat că țara nu va reveni în concurs în 2019.[36] Ultima participare a Monacoului în concurs a fost în 2006.
- Slovacia: Pe 31 mai 2018, RTVS a anunțat că țara nu va reveni în concurs în 2019 din cauza dificultăților financiare.[37] Ultima participare a Slovaciei în concurs a fost în 2012.
- Turcia: După ce prim-ministrul Binali Yıldırım a declarat într-un interviu că Turcia nu intenționează să se întoarcă în concurs,[38] pe 4 august 2018, managerul general al TRT, İbrahim Eren, a anunțat că „nu avem încă în vedere participarea”, invocând drept motive pentru aceasta sistemul de vot și prezența unor artiști LGBT+ în competiție.[39][40] Ultima participare a Turciei în concurs a fost în 2012.
- Ucraina: Deși s-a aflat printre cele 42 de țări participante anunțate de EBU, Ucraina s-a retras din competiție pe 27 februarie 2019. Maruv, câștigătoarea Vidbir 2019, concursul în urma căruia este decis reprezentantul țării la Eurovision, a refuzat să semneze un contract cu UA:PBC prin care i se cerea să își anuleze toate aparițiile și concertele în Rusia pentru a deveni reprezentanta Ucrainei. Astfel, radiodifuzorul ucrainean le-a oferit șansa următorilor doi clasați în finala Vidbir 2019, Freedom Jazz și Kazka, să reprezinte țara la Eurovision. Ambele trupe au refuzat oferta.[41] În urma unui sondaj realizat pe pagina de Facebook a UA:PBC, în care 63% dintre respondenți s-au poziționat pentru retragerea din concurs, radiodifuzorul a anunțat oficial că Ucraina nu va participa la ediția din 2019.[42]

## Difuzare

### În țările participante
| Țară       | Semifinala 1     | Semifinala 1        | Semifinala 2     | Semifinala 2        | Finala           | Finala              | Finala             |
| Țară       | Difuzor          | Comentator(i)       | Difuzor          | Comentator(i)       | Difuzor          | Comentator(i)       | Purtător de cuvânt |
| ---------- | ---------------- | ------------------- | ---------------- | ------------------- | ---------------- | ------------------- | ------------------ |
| Franța     | France 4         | André Manoukian     | France 4         | André Manoukian     | France 2         | Stéphane Bern       |                    |
| Franța     | France 4         | Sandy Héribert      | France 4         | Sandy Héribert      | France 2         | André Manoukian     |                    |
| Grecia     | ERT1             | Giorgos Kapoutzidis | ERT1             | Giorgos Kapoutzidis | ERT1             | Giorgos Kapoutzidis |                    |
| Grecia     | ERT1             | Maria Kozakou       | ERT1             | Maria Kozakou       | ERT1             | Maria Kozakou       |                    |
| Italia     | Rai 4            |                     | Rai 4            |                     | Rai 1            |                     |                    |
| Italia     | Rai 4            | Rai Radio 2         | Rai 4            |                     |                  |                     |                    |
| San Marino | San Marino RTV   | Lia Fiorio          | San Marino RTV   | Lia Fiorio          | San Marino RTV   | Lia Fiorio          |                    |
| San Marino | Radio San Marino | Gigi Restivo        | Radio San Marino | Gigi Restivo        | Radio San Marino | Gigi Restivo        |                    |
| Ungaria    | Duna             | Krisztina Rátonyi   | Duna             | Krisztina Rátonyi   | Duna             | Krisztina Rátonyi   |                    |
| Ungaria    | Duna             | Freddie             | Duna             | Freddie             | Duna             | Freddie             |                    |

### În țările neparticipante
| Țară   | Semifinala 1    | Semifinala 1  | Semifinala 2    | Semifinala 2  | Finala          | Finala     |
| Țară   | Canal           | Comentator(i) | Canal           | Comentator(i) | Canal           | Comentator |
| ------ | --------------- | ------------- | --------------- | ------------- | --------------- | ---------- |
| Canada | OMNI Television |               | OMNI Television |               | OMNI Television |            |

## Premiul Barbara-Dex

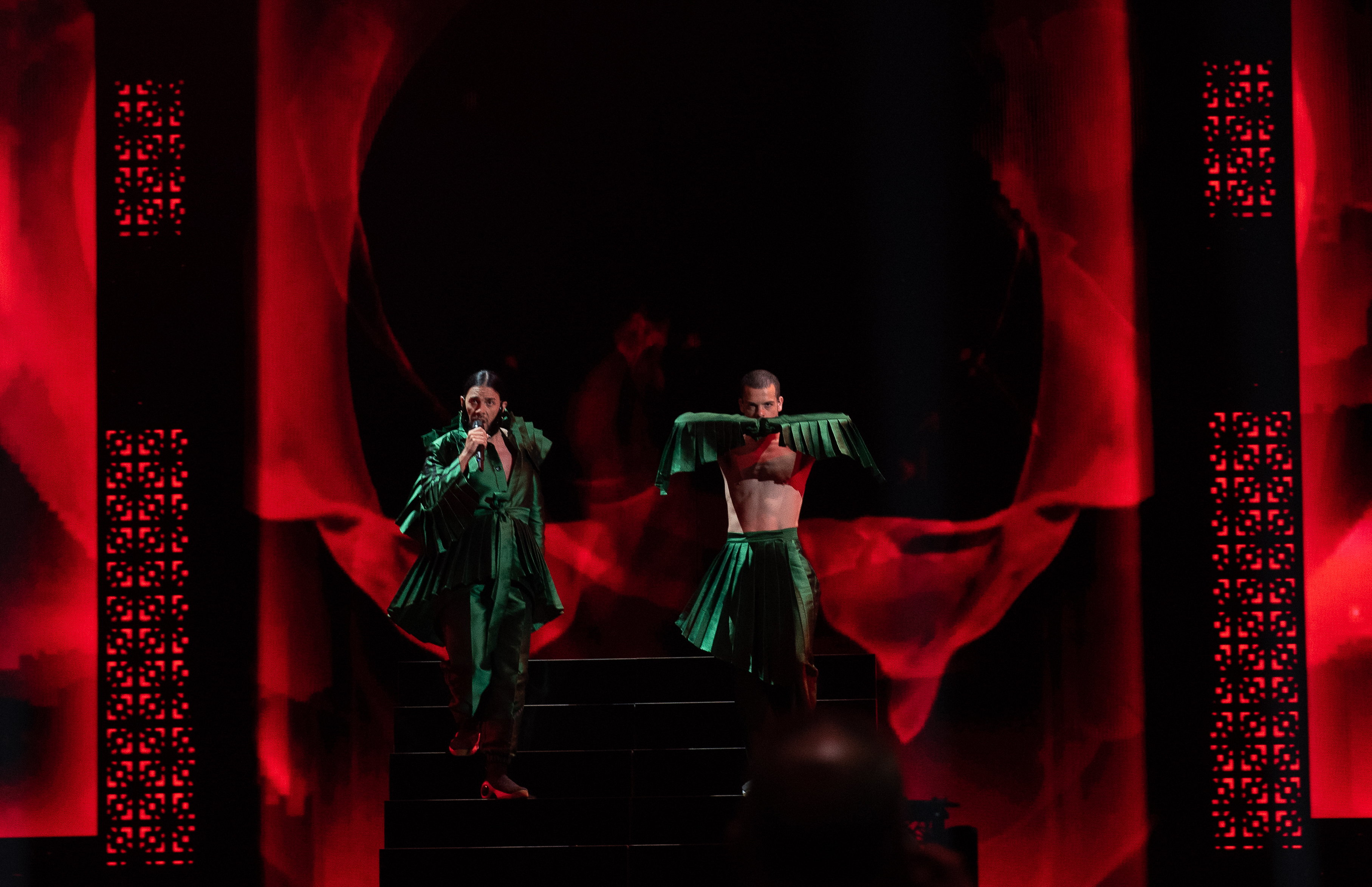
Conan Osíris, câștigătorul premiului Barbara-Dex, împreună cu dansatorul său, în timpul concursului

Premiul Barbara-Dex este un premiu umoristic, acordat între 1997 și 2016 de clubul fanilor Eurovision "House of Eurovision" și din 2017 până în prezent de către siteul belgian songfestival.be, care recompensează artistul cel mai prost îmbrăcat din competiție. Premiul poartă numele Barbarei Dex care a reprezentat Belgia în 1993, purtând o rochie considerată teribilă. 
Anul acesta, premiul Barbara-Dex a fost câștigat de reprezentantul Portugaliei, Conan Osíris, urmat de Tamta din Cipru și Zena din Belarus..
| Poziție | Țară              | Interpret(ă)    |
| ------- | ----------------- | --------------- |
| 1       | Portugalia        | Conan Osíris    |
| 2       | Cipru             | Tamta           |
| 3       | Belarus           | ZENA            |
| 4       | Belgia            | Eliot           |
| 5       | Macedonia de Nord | Tamara Todevska |